# Source du Nil

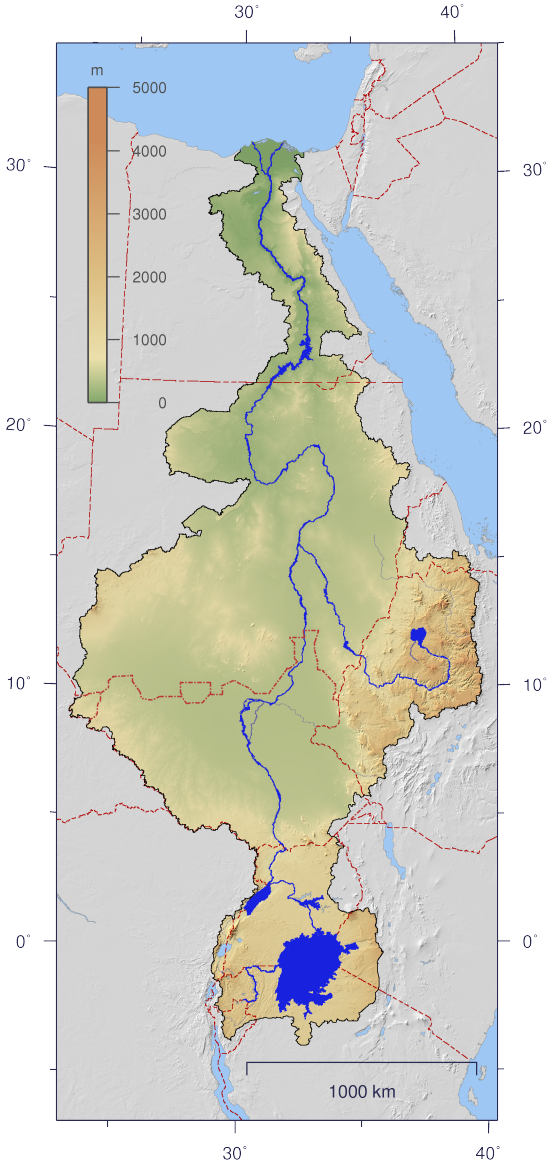
Carte topographique du nord-est de l'Afrique mettant en évidence le bassin versant du Nil. Le fleuve coule du sud vers le nord (du bas vers le haut de la carte) ; le Nil Blanc et le Nil Bleu se rejoignent à Khartoum, à peu-près au centre de la carte. Le Nil Blanc prend naissance au sud, à la sortie du lac Victoria. Le cours du Kagera, l'une des rivières alimentant le lac et une source potentielle du Nil, est également représenté.

Les sources du Nil, malgré plusieurs millénaires d'exploration, ne sont pas connues avec certitude.
Le Nil, plus long fleuve du monde avec l'Amazone, est issu de la confluence du Nil Bleu et du Nil Blanc à Khartoum, au Soudan. Le Nil Bleu, plus court mais apportant la grande majorité de l'eau du fleuve pendant la période de crue, provient du lac Tana dans les hauts plateaux d'Éthiopie. Le Nil Blanc est une rivière au débit beaucoup plus faible, mais dont le cours est nettement plus long ; suivant les conventions, son nom peut désigner tout ou partie du système hydrologique en amont de la confluence avec le Nil Bleu : cours d'eau formé à Malakal à la confluence entre le Bahr el-Ghebel et le Sobat, confluence en amont du lac No entre le Bahr el-Ghebel et le Bahr el-Ghazal, ou émissaire du lac Victoria. Au sens le plus large, il fait référence aux nombreuses rivières alimentant le lac Victoria ; la source la plus lointaine n'est pas déterminée de façon définitive, même si plusieurs origines ont été avancées, comme celle de la Ruvyironza au Burundi.

## Sources

### Nil Blanc

#### Source historique
Le Nil Blanc est la plus longue des deux branches du Nil qui confluent à Khartoum. En amont de cette confluence, il suit un parcours parfois complexe de plus de 2 000 km depuis le lac Victoria, dont il forme l'émissaire. Cet exutoire se situe sur la rive nord du lac, près de la ville de Jinja, à l'endroit des anciennes chutes de Ripon (disparues en 1954 à la suite de la construction du barrage des chutes d'Owen ; 0° 25′ 02″ nord, 33° 11′ 45″ est). Cet endroit est souvent présenté comme les sources du Nil ; un monument à l'explorateur John Hanning Speke, premier Européen à y parvenir en 1862, est d'ailleurs érigé sur la rive.

#### Affluents du lac Victoria
Le lac Victoria, plus grand lac d'Afrique, est alimenté à son tour par de nombreuses rivières. La plus longue est le Kagera, qui l'atteint sur sa rive occidentale ; ce dernier naît toutefois de la confluence de plusieurs rivières dont la longueur n'est pas déterminée avec précision et qui peuvent prétendre au titre de "sources du Nil". Deux prennent leur source au Burundi : le Ruvyironza, dont la source est sur le mont Kikizi (3° 54′ 47″ sud, 29° 50′ 23″ est), et le Ruvubu, qui naît près de la ville de Kayanza (2° 54′ 42″ sud, 29° 33′ 09″ est). La source du Ruvyironza fait l'objet d'un monument pyramidal commémorant l'explorateur allemand Burkhart Waldecker (en) qui l'identifia en 1937. Une dernière source, identifiée dans les années 2000, est située au Rwanda : celle de la Rukarara pourrait être la source la plus distante de la mer Méditerranée (2° 16′ 56″ sud, 29° 19′ 52″ est, 2 428 m d'altitude),.

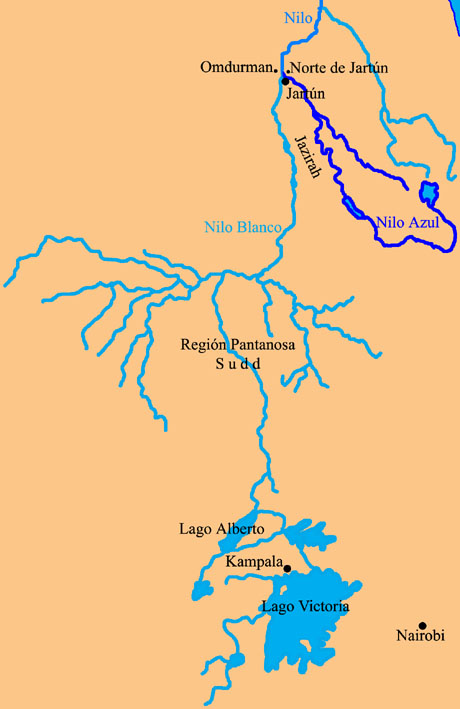
Carte du Nil Blanc et d'une partie de ses affluents.
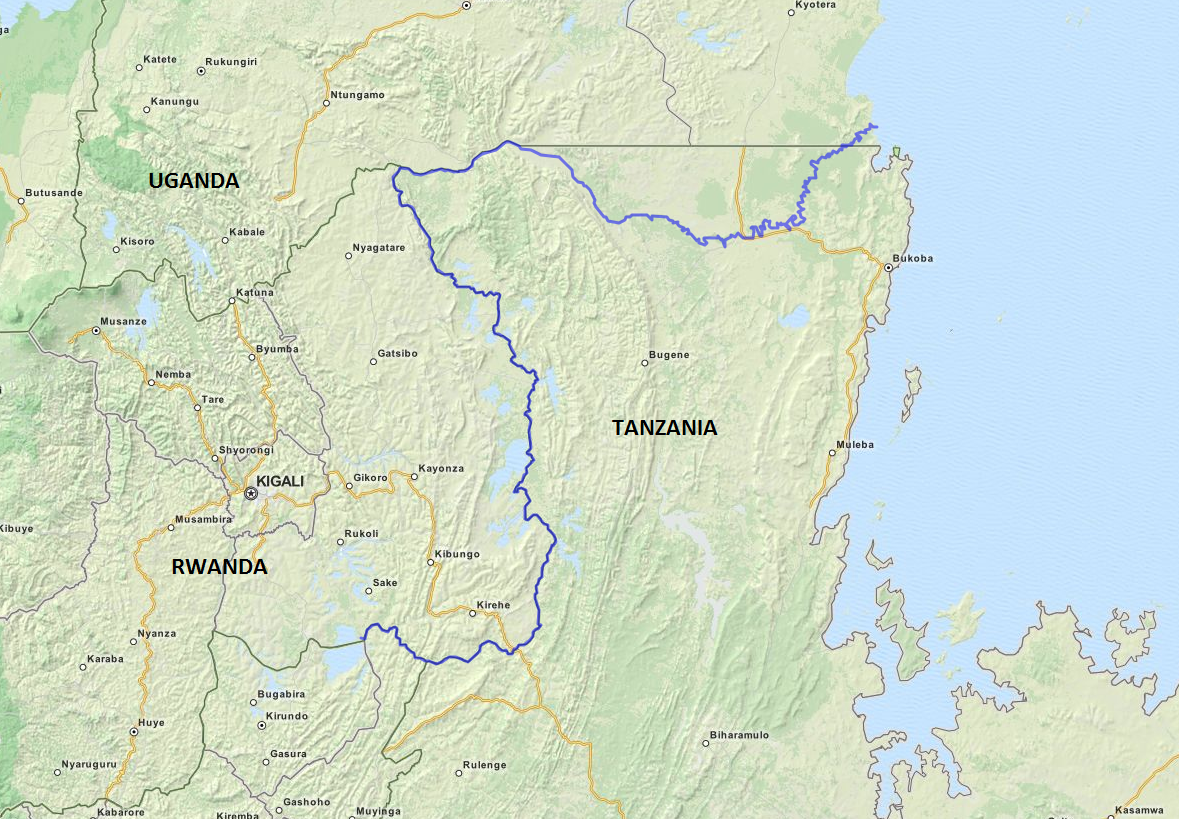
Carte de la région à l'ouest du lac Victoria, mettant en évidence le cours du Kagera depuis le Burundi (mais pas ses sources les plus lointaines).
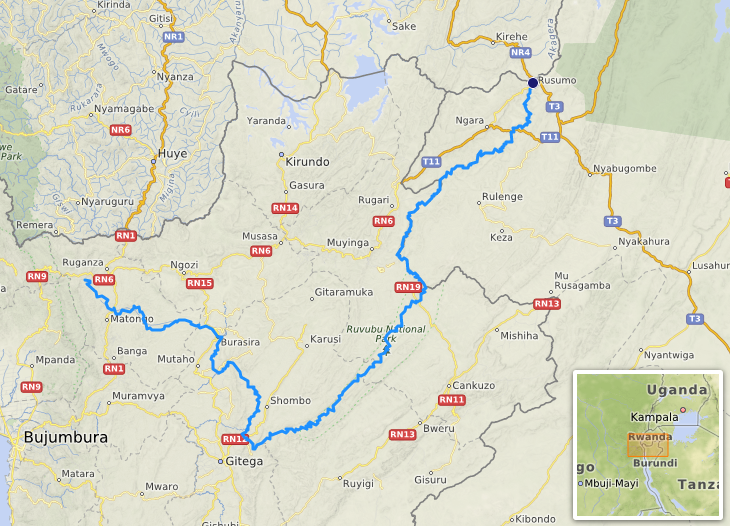
Cours du Ruvubu au Burundi

### Nil Bleu
Le Nil Bleu, qui forme le Nil à Khartoum lors de sa confluence avec le Nil Blanc, mesure environ 1 400 km et est l'émissaire du lac Tana, le plus grand lac d'Éthiopie, situé sur les hauts plateaux à 1 800 m d'altitude. Il s'écoule depuis la rive sud du lac, près de la ville de Baher Dar (11° 37′ 12″ nord, 37° 24′ 32″ est).
Plusieurs ruisseaux alimentent le lac Tana. La source la plus lointaine est celle du Gilgel Abay (ou Petit Abay, "Abay" étant le nom du Nil Bleu en amharique), une rivière de 110 km de long atteignant la rive sud du lac Tana à une quarantaine de km au nord-ouest de l'exutoire du Nil Bleu. L'origine du Gilgel Abay est généralement considérée comme un ensemble de trois petites sources situées dans un périmètre d'une vingtaine de mètres à Gish Abay, à une altitude d'environ 2 745 m (11° 00′ 07″ nord, 37° 13′ 30″ est).

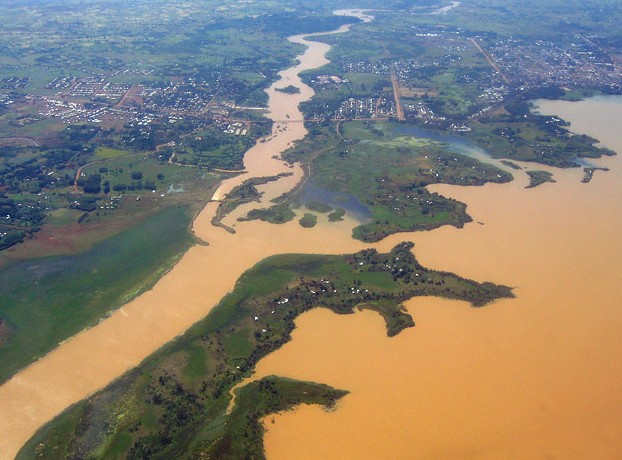
Vue aérienne de Baher Dar et des débuts du Nil Bleu, sur la rive sud du lac Tana.
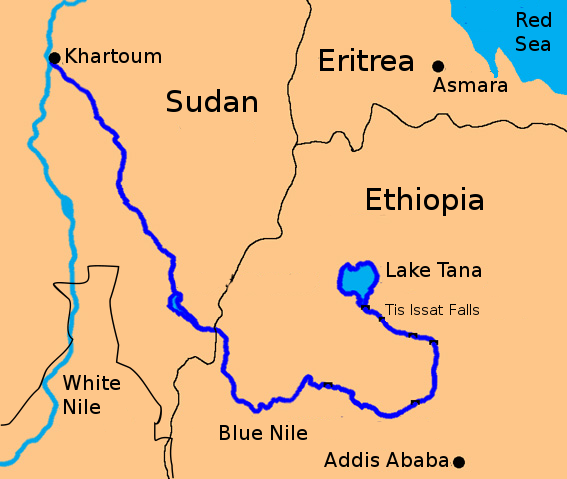
Carte du cours du Nil Bleu.
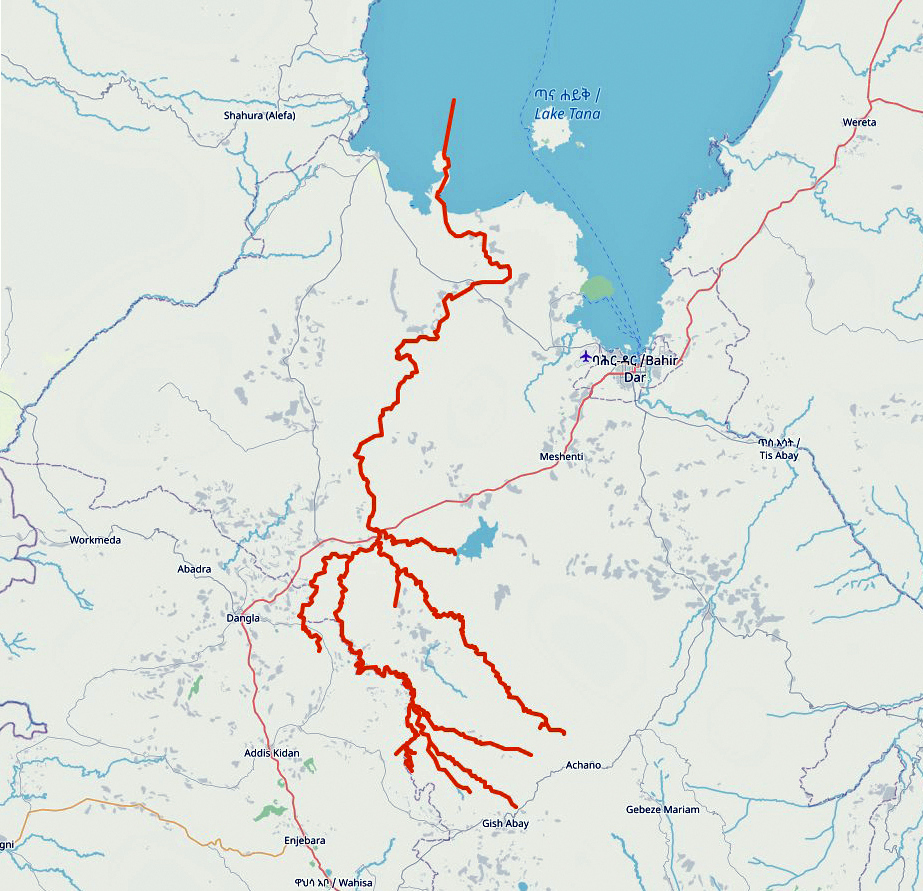
Carte du sud du lac Tana mettant en évidence le cours du Gilgel Abay et de ses principaux affluents.

## Exploration

### Généralités
Depuis son embouchure, le cours du Nil est relativement accessible jusqu'à la confluence entre Nil Bleu et Nil Blanc au niveau de Khartoum. À partir de ce point, il devient rapidement très difficile de remonter les deux cours d'eau. Le Nil Bleu traverse les hauts plateaux abyssins ; une cinquantaine de kilomètres après le lac Tana, il pénètre alors dans un canyon d'environ 400 km de long aux falaises de basalte, coupé de rapides, profond par endroits de 1 200 m. Le Nil Blanc, quant à lui, traverse le Sudd, un immense marais quasiment impénétrable.
L'origine du Nil, en amont de la confluence, n'est donc pas connue des cultures qui lui sont extérieures avant l'époque moderne : les explorations égyptiennes, grecques, romaines ou arabes n'ont jamais réussi à remonter le cours du fleuve. Si les premiers Européens résident en Éthiopie dès le XVe siècle, visitant potentiellement les sources du Nil Bleu, celles du Nil Blanc sur le lac Victoria ne sont atteintes par l'explorateur britannique John Hanning Speke qu'en 1859.
Il va de soi que la recherche des sources du Nil n'est une question que pour les cultures qui ne vivent pas dans la région : la source du Nil Bleu était déjà reconnue par les populations éthiopiennes avant l'arrivée d'Européens et le Nil Blanc formait, par exemple, la frontière entre les royaumes ougandais du Buganda et du Busoga.

### Antiquité
Les anciens Égyptiens, dont la civilisation dépendait du Nil, connaissaient probablement le cours du fleuve jusqu'à la confluence des Nil Bleu et Blanc ; la source du Nil leur était en revanche inconnue. L'historien grec Hérodote, qui séjourne en Egypte et remonte le Nil jusqu'à Assouan en 457 av. J.-C., indique dans ses Histoires qu'aucun Égyptien, Libyen ou Grec qu'il a rencontré ne prétendait connaître les sources du fleuve (à l'exception d'un scribe de Saïs qui affirmait que le Nil sortait de terre entre deux montagnes situées entre Assouan et Éléphantine, ce qui l'a poussé à remonter le fleuve). L'historien Agatharchide, au IIe siècle av. J.-C., rapporte qu'au temps de Ptolémée II (pharaon de 282 à 246 av. J.-C), une expédition militaire a suffisamment remonté le cours du Nil Bleu pour se rendre compte que les inondations du fleuve étaient provoquées par les violentes averses saisonnières des hauts plateaux abyssins, mais aucun ancien Égyptien ne semble avoir atteint le lac Tana.
L'Égypte est conquise par l'Empire romain en 30 av. J.-C. En 60, l'empereur Néron organise une exploration du Nil pour en trouver la source : une petite troupe de légionaires, remontant le Nil, atteint tout d'abord Méroé, puis le Sudd. Incapable d'avancer plus avant, l'exploration est abandonnée. L'expédition est décrite par Sénèque (Naturales quaestiones (en), VI.8.3) ; pour d'autres historiens romains, dont Pline l'Ancien (Histoire naturelle, VI.XXXV), l'expédition avait pour but d'étudier une éventuelle invasion de la région.

### Monts de la Lune

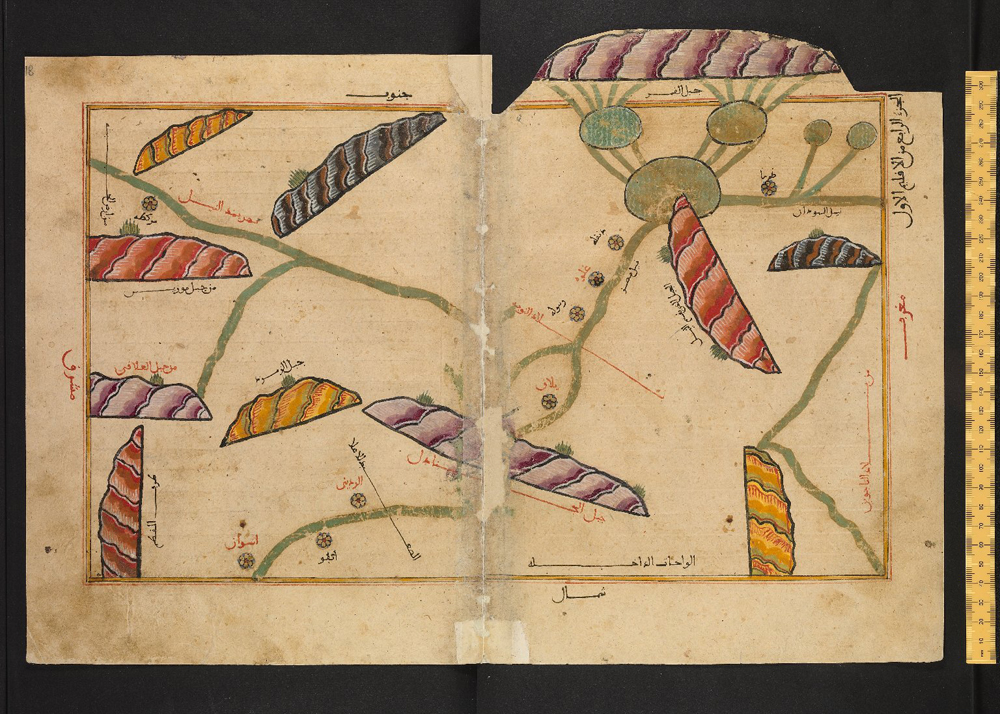
Feuillet de la Tabula Rogeriana, carte réalisée par le géographe marocain Al Idrissi en 1154. Les sources du Nil sont matérialisées en haut à droite par une chaîne de montagnes, les « monts de la Lune », qui alimentent deux lacs (le nord est en bas).

À l'époque romaine, un marchand grec nommé Diogène aurait prétendu avoir voyagé depuis Rhapta, sur la côte de l'Afrique de l'Est, vers l'intérieur du continent et, après vingt-cinq jours, aurait trouvé la source du Nil : deux grands lacs alimentés par des montagnes enneigées. Cette information est perçue comme véridique par de nombreux géographes grecs et romains, dont Ptolémée, qui compile vers 150 les connaissances géographiques de l'époque dans sa Géographie.
Ces « monts de la Lune » et ces deux lacs persistent sur les cartes ultérieures de l'Afrique. Les cartographes arabes, possédant pourtant une connaissance bien supérieure du continent, continuent à les inclure. Sur les cartes européennes, ils sont représentés jusqu'au XVIIIe siècle. Le cartographe français Guillaume Delisle, partisan d'une approche scientifique de la discipline, est le premier Européen à les omettre, sur une carte publiée en 1700 ; il donne par ailleurs correctement comme origine au Nil Bleu le lac Tana, probablement sur la foi des comptes rendus des missionnaires portugais partis en Éthiopie au XVIIe siècle.

### Époque contemporaine

#### Premières expéditions
Le prètre jésuite espagnol Pedro Páez est le premier Européen connu à atteindre la source du Nil Bleu, le 21 avril 1618.
L'exploration moderne du bassin du Nil débute au XIXe siècle. En 1821, le vice-roi ottoman d'Égypte Méhémet Ali conquiert le nord et le centre du Soudan. Le cours du Nil Bleu est alors connu des Ottomans jusqu'à sa sortie du piémont éthiopien ; celui du Nil Blanc jusqu'au Sobat. L'officier turc Selim Bimbachi entreprend trois expéditions entre 1839 et 1842, atteignant le sud de l'actuelle Djouba. Le Nil est alors navigable jusqu'à Gondokoro ; au-delà, la région ne peut être visitée qu'à pied, en traversant de vastes régions hostiles aux puissances étrangères. En effet la perspective pour le Karagwe ou le Buganda de voir leur territoire devenir une voie de communication entre les aires d'influence des Arabes de Zanzibar et des Ottomans de Khartoum est dangereuse pour l'autonomie de leurs souverains.
En 1850, le missionnaire autrichien Ignaz Knoblecher remonte le Nil Blanc et atteint le Bari ; il rapporte l'existence de grands lacs plus au sud. À la même époque, les missionnaires allemands Johannes Rebmann et Johann Ludwig Krapf aperçoivent les monts Kenya et Kilimandjaro en étant partis de la côte est. Ils font état d'une mer intérieure mythique, Uniamesi, dont l'existence leur aurait été rapportée par les Arabes (probablement une réunion abusive des lacs Victoria, Tanganyika et Malawi).

#### John Hanning Speke
En 1857, forts de ces informations, les explorateurs anglais Richard Burton et John Hanning Speke montent une expédition d'exploration de l'Afrique centrale à partir de sa côte sud-est. Ils débarquent à Zanzibar et, suivant une route commerciale arabe, atteignent le lac Tanganyika en février 1858. L'expédition est difficile et les deux hommes commencent à se vouer une haine farouche. Burton décide d'explorer la pointe nord du Tanganyika, mais Speke n'en voit pas l'utilité : l'altitude du lac est trop faible(de fait, le Tanganyika est à cette époque un lac endoréique). Burton étant alité, Speke en profite pour partir seul et découvre un autre lac qu'il nomme Victoria, en l'honneur de la reine britannique. Persuadé d'avoir trouvé l'origine du Nil, il rejoint Burton qui demeure sceptique. Speke est convaincu de sa découverte et rentre précipitamment en Angleterre annoncer sa découverte. Burton rentre à son tour, furieux.
En 1860, la Royal Geographical Society finance une nouvelle expédition de Speke, accompagné du capitaine James Augustus Grant. Speke atteint le lac Victoria le 28 juillet 1862, puis le contourne par l'ouest ; sur la rive nord du lac, il atteint les chutes de Ripon et considère qu'il a enfin trouvé les sources du Nil Blanc. En 1863, Grant et Speke atteignent difficilement Gondokoro, sans pouvoir toutefois suivre le cours du fleuve jusque là. Speke rejoint ensuite Khartoum, d'où il envoie alors un télégramme à Londres, annonçant que la question du Nil est réglée. Pour Richard Burton, la question ne l'est pas du tout et il conteste violemment les conclusions de Speke, à cause du fait que Speke a dû quitter le cours du Nil pour rejoindre Khartoum. Un débat entre les deux hommes est organisé par la Royal Geographical Society pour le 16 septembre 1864, mais Speke meurt la veille dans un accident de chasse.

#### Expéditions ultérieures
Entre 1874 et 1877, une expédition conduite par Henry Morton Stanley explore en bateau l'intégralité de la côte du lac Victoria. Elle établit que le lac Tanganyika et le Nil ne sont absolument pas reliés (au contraire de ce que pensait Burton), mais que le fleuve commence son cours depuis le lac Victoria, traverse les chutes de Ripon et Murchison, le lac Albert et atteint Gondokoro, confirmant les certitudes de Speke.